# روسکایا کارا
روسکایا کارا (به لاتین: Russkaya Kara) یک منطقهٔ مسکونی در روسیه است که در باشقیرستان واقع شده‌است.